# Stara Wieś (Racibórz)
Stara Wieś (niem. Altendorf) – najstarsza dzielnica Raciborza.

## Nazwa
Nazwa dzielnicy jest podyktowana tym, że osada istniejąca tutaj niegdyś powstała wcześniej od samego miasta, dlatego funkcjonuje określenie stara.

## Historia
Dzielnica jest miejscem, gdzie powstawały najstarsze świątynie chrześcijańskie z połowy XI w., natomiast kaplica zamkowa mogła istnieć już od XI w.
Kościół katolicki powstał prawdopodobnie na terenie dawnej bożnicy jest wzmiankowany w dokumentach w 1296 r., jednak prawdopodobnie jego fundacji dokonano w 1060 r., obecny kościół św. Mikołaja wybudowany został w stylu neogotyckim w latach 1901-1902.

## Zabytki
- Kościół pw. św. Mikołaja - neogotycki, monumentalny, zbudowany w latach 1901-1902.
- Figura Jana Nepomucena - rokokowa, pochodzi z końca XVIII w., znajduje się przy ul. Mariańskiej.
- Cmentarz przy ul. Głubczyckiej - zaraz po cmentarzu "Jeruzalem" największy cmentarz Raciborza.
- Wieża ciśnień - powstała w latach 1933-1937.
- Pomnik Zgody
- Cmentarz przy ul. Kozielskiej - obecnie zamknięty dla pochówków

## Ulice
| - pl. Bohaterów Westerplatte - Cegielniana - Fojcika - Gamowska - Gdyńska - Głubczycka - Kopernika - Kościelna - Kozielska - Leśmiana - Londzina - Pl. Kościelny | - Ligonia - Mariańska - Michejdy - Mikołaja - Piotrowska - Rzeczna - Spółdzielcza - Starowiejska - Śląska - Toruńska - Towarzystwa Gimnastycznego |